# 赤朱雀
赤朱雀（学名：Agraphospiza rubescens）为雀科赤朱雀属下的單型鸟类。分布于尼泊尔、锡金、印度以及中国大陆的甘肃、四川、云南、西藏等地，一般生活于高山森林、喜在开阔地区以及也在针叶林和灌木丛中。该物种的模式产地在锡金。